# گمینا تسبینکا
گمینا تسبینکا (به لهستانی:  Gmina Cybinka) یک گمینا در لهستان است که در شهرستان سووبیتسه واقع شده‌است. گمینا تسبینکا ۲۷۹٫۷۲ کیلومتر مربع مساحت و ۶٬۷۷۱ نفر جمعیت دارد.

## خواهرخوانده
شهر Brieskow-Finkenheerd خواهرخواندهٔ گمینا تسبینکا هست.